# Maetz Frigyes
Maetz Frigyes eredetileg  Carl Wilhelm Friedrich Maetz (Medgyes, 1847. január 30. – Nagyszeben, 1896. május 17.)  
erdélyi szász származású építész, Kolozsvár belvárosa több épületének tervezője és megvalósítója.

## Életpályája
Dicsőszentmártonból került a gyorsan fejlődő Kolozsvárra. Bukuresti-Bodor Bertával kötött házassága révén, a Maetz család részben elmagyarosodott.
1881-ben házat vásárolt az egykori Magyar utcában, amelyet átépített, 1883-ban téglagyárat alapított, részesedést szerzett a kisbácsi kőbányában, háza udvarán kőfaragó és asztalosműhelyt működtetett. Így az épületek tervezése mellett, megvalósításukban is részt vett. Hamarosan egyik legsikeresebb kolozsvári vállalkozó lett, aki nagy konkurenciát jelentett a többi vállalkozónak,  ezért 1890-ben Nagyszebenbe kellett távoznia, ahol Gusztáv nevű öccsével közös vállalkozásban sok épületet tervezett és épített.
Ott halt meg fiatalon, alig 49 évesen. Hogy milyen nagy tiszteletnek örvendett, az kiderül Frigyes nevű fiának egyik leveléből, amelyben leírja, hogy már apja halála után egyszer megszállt a szebeni híres Römische Kaiser nevű szállodában, 
ahol meglepetten tapasztalta, hogy a szállodai szabályzatban az szerepelt, hogy minden Maetz nevű vendéget ingyen fogadnak.  

## Munkássága
Kolozsváron tervezett és megvalósított épületei:
- Saját családi háza, 1881 (Magyar utca 1./1989. december 21. u. 37.)
- Hory-ház, 1883 (Kossuth Lajos/1989. december 21. u. 50.)
- Iparos Egylet székháza, 1884 (Főtér 24.)
- Rucska-ház, 1884 (Főtér 23.)
- Pénzügyi palota, 1887 (Bocskai/Avram Iancu tér 19.)
- Kereskedelmi akadémia székháza, 1887 (Bástya/Daicoviciu u. 15.)
- Szabadkőművesek Unio-páholyának székháza, 1889 (Bocskai/Avram Iancu tér 7.)

Családi dokumentumok szerint ő építette az iparkamara (egykori Astoria szálloda) épületét is. A kolozsvári és nagyszebeni épületek mellett Dicsőszentmártonban, 
Szászvárosban és Mezőkapuson is vannak ma is álló épületei.

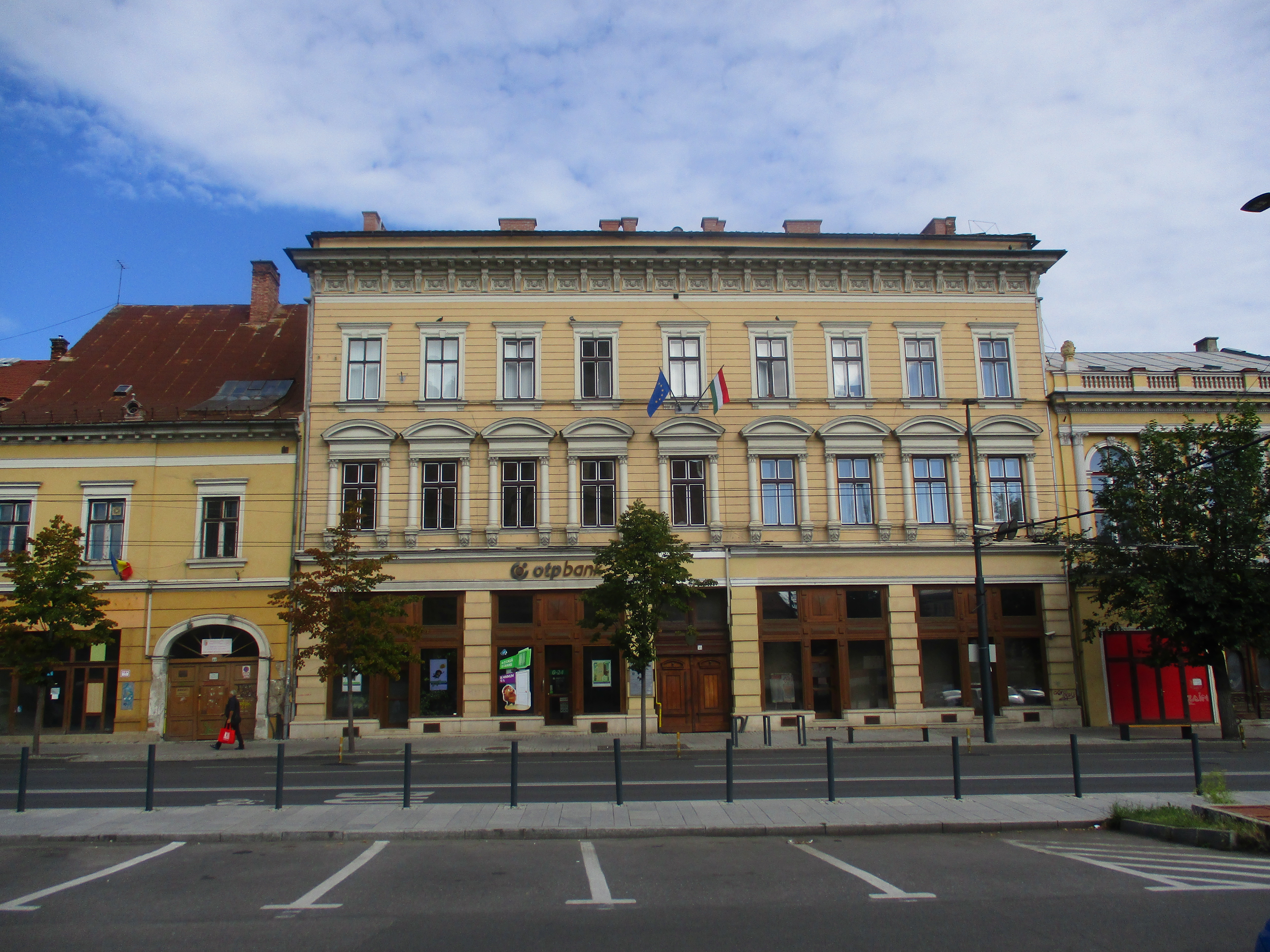
Rucska-ház
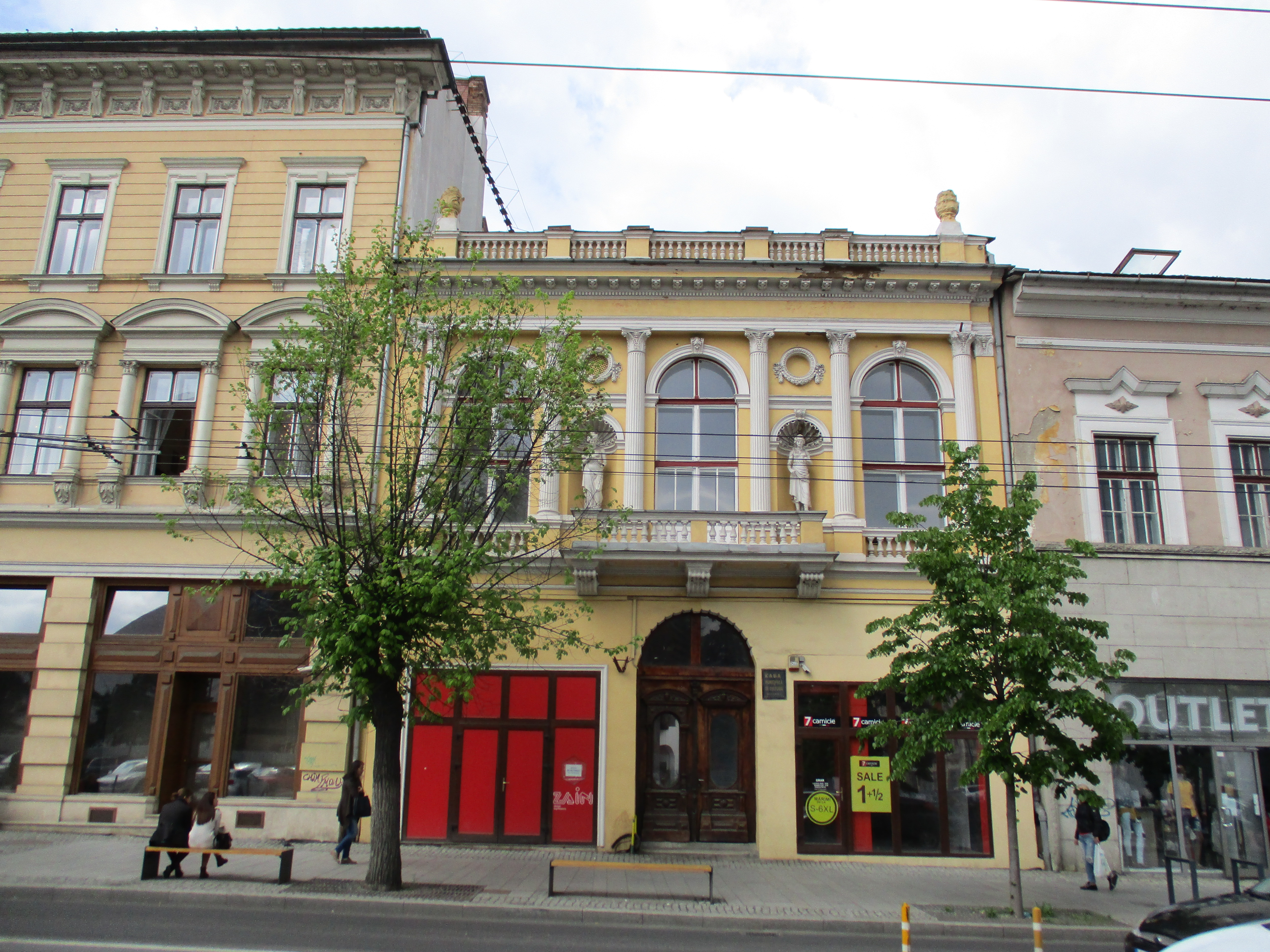
Iparos Egylet székháza
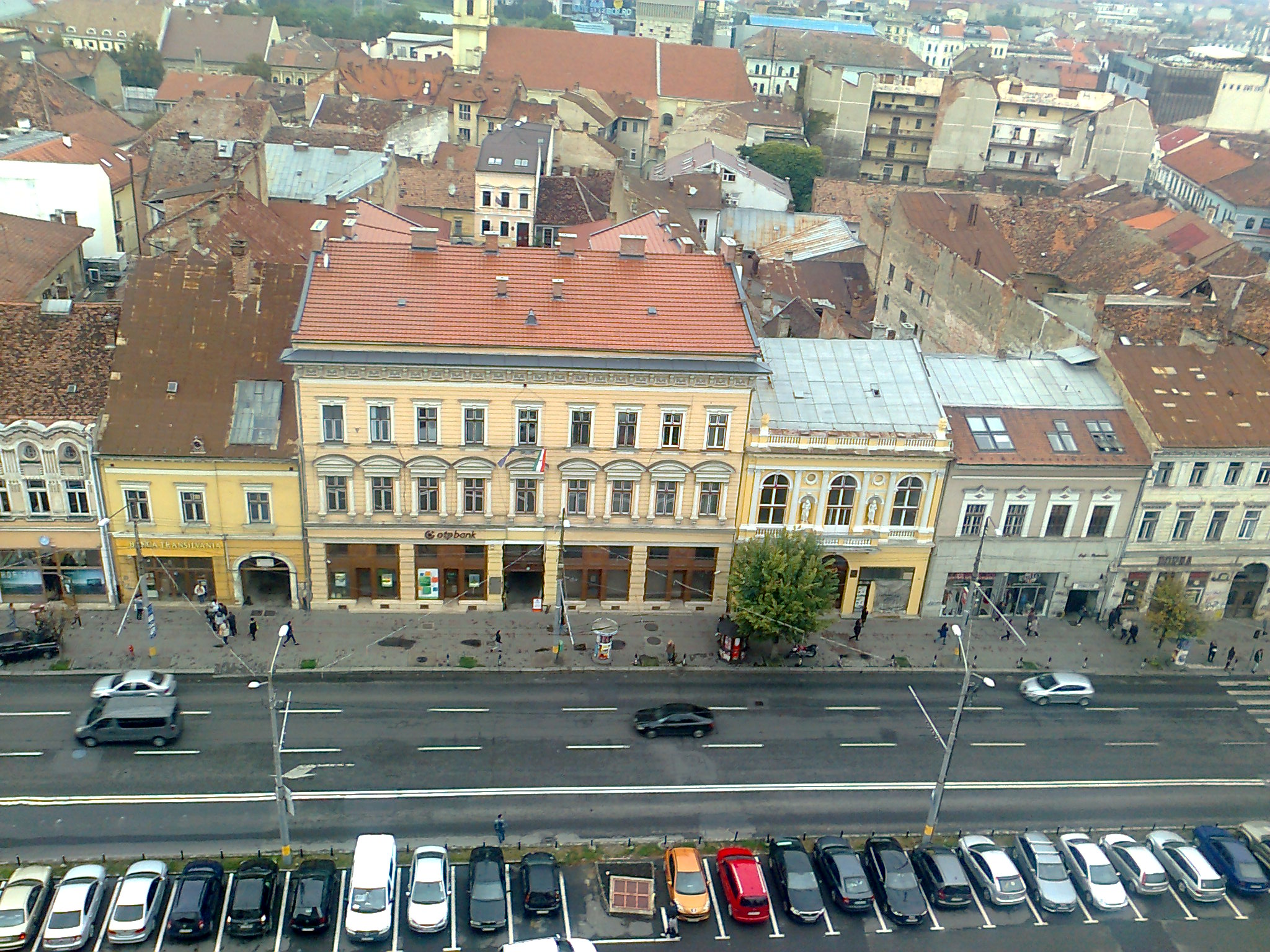
Főtér északi oldala (Főtér 22–25.)
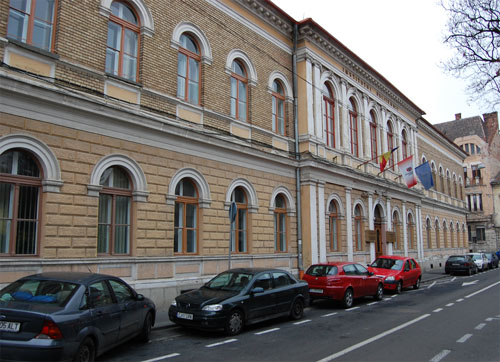
Kereskedelmi akadémia székháza
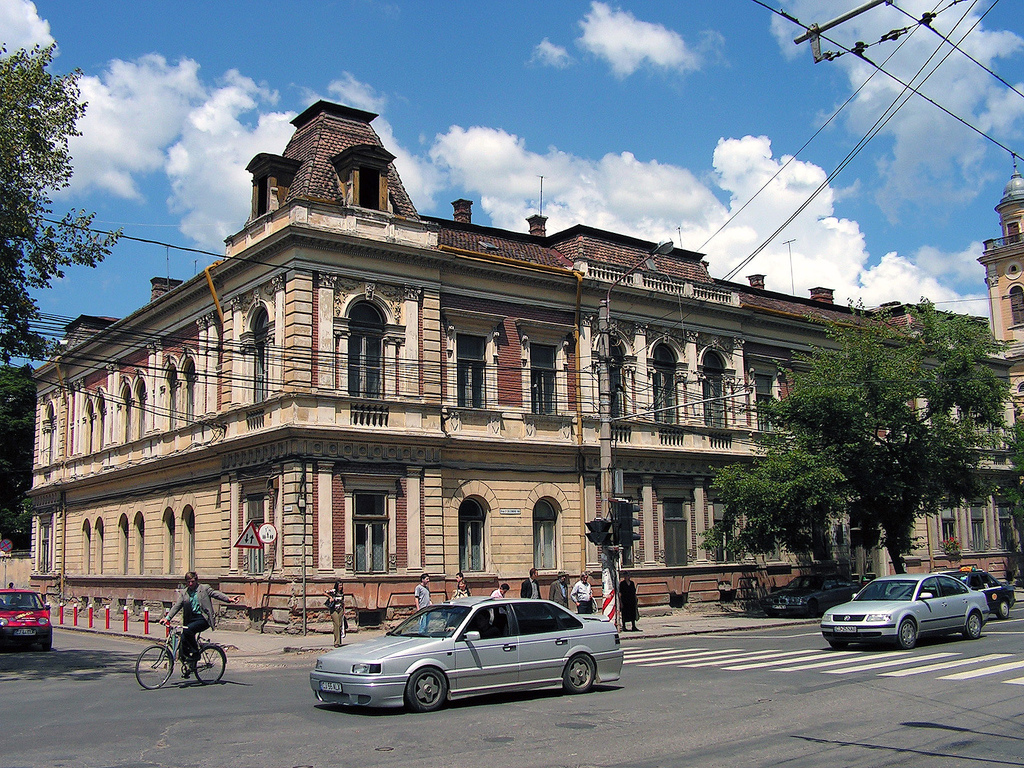
Maetz családi háza
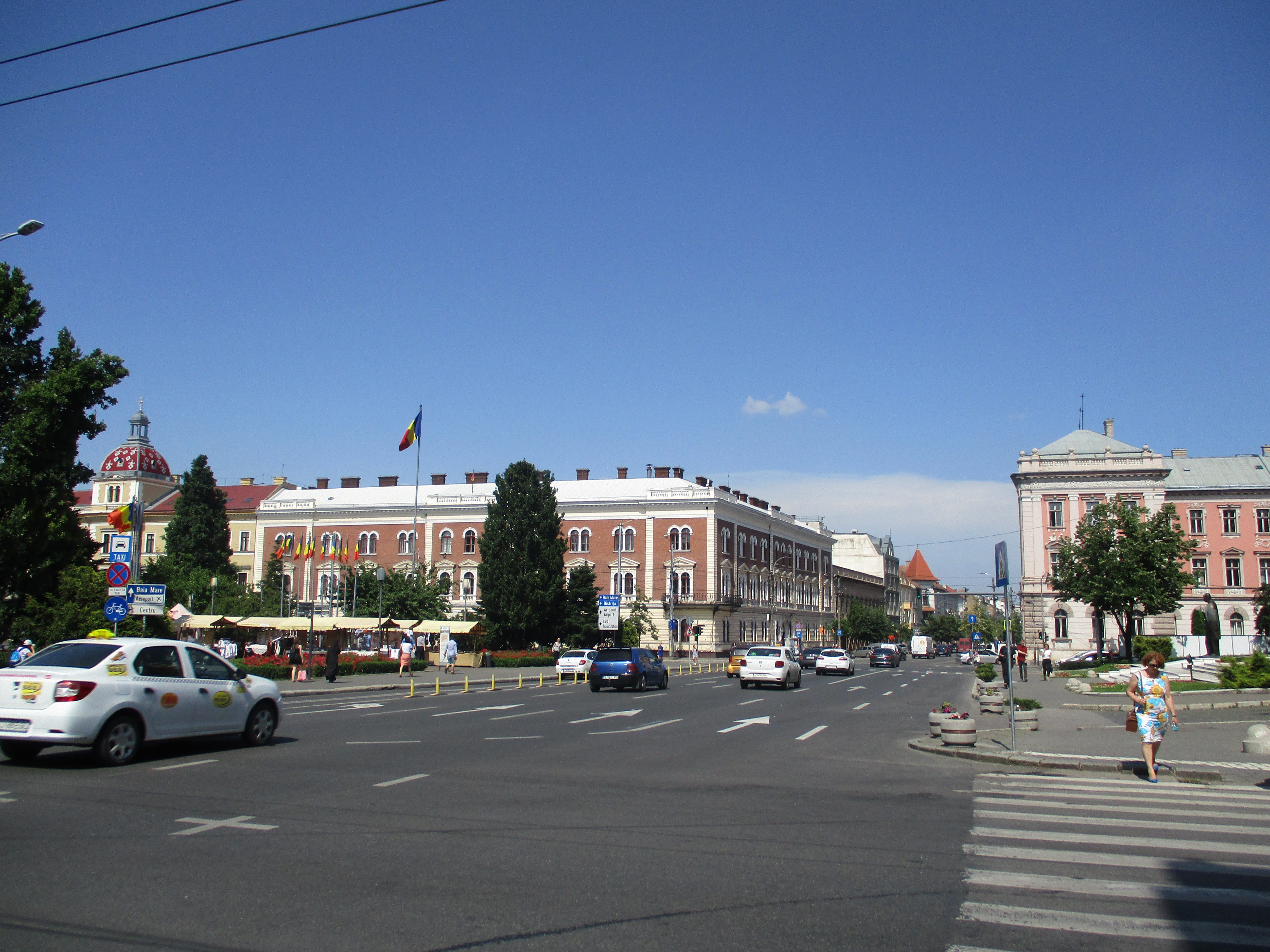
Pénzügyi palota székháza

## Családja
Ervin fia Marosvásárhelyen volt főmérnök, Frigyes fia pedig Budapesten lett út- és hídépítő. Három lánya, apjuk halála után, hamar férjhez ment. Elza Svájcba került, Irén Dicsőszentmártonba, Berta pedig Szászvárosba. 